# Un mago de Terramar
Un mago de Terramar (título original: A Wizard of Earthsea) es una novela del género de fantasía, escrita por la autora estadounidense Ursula K. Le Guin y publicada por primera vez por la editorial Parnassus en 1968. Está considerada una obra clásica de la literatura infantil y fantástica, en las cuales fue muy influyente. La trama se ambienta en el archipiélago ficticio de Terramar, y se centra en un joven mago llamado Ged, que nació en la isla de Gont. Desde pequeño da muestras de poseer un gran poder, y por eso asiste a una escuela de magia, donde su naturaleza conflictiva lo hace pelearse con uno de sus compañeros de estudio. Durante un duelo mágico, el hechizo de Ged se vuelve independiente y desata a una criatura de sombras que lo ataca. La novela, en este punto, sigue el viaje de Ged para liberarse de dicha sombra. 
Esta obra se suele considerar un bildungsroman, es decir, una novela de aprendizaje, ya que explora cómo Ged aprende a lidiar con el poder y aceptar la muerte. Además, presenta temáticas taoístas, como el equilibrio fundamental en el universo de Terramar, que los magos deben mantener, o como la idea de que el lenguaje y las palabras (los nombres) tienen el poder de afectar el mundo material y alterar este equilibrio. La estructura del argumento sigue a la epopeya tradicional, aunque los críticos también han mencionado que subvierte el género de muchas formas, como por ejemplo al hacer que el protagonista sea de piel oscura, en contraste con los típicos héroes blancos.
Un mago de Terramar recibió críticas positivas, al principio como obra infantil y luego como literatura para público general. Ganó el premio Boston Globe–Horn en 1969 y fue uno de los últimos libros en recibir el premio Lewis Carroll Shelf en 1979. Margaret Atwood la llamó una de las «fuentes» de la literatura fantástica. Le Guin escribió luego cinco libros dentro del «Ciclo de Terramar», junto con esta obra: Las tumbas de Atuan (1971), La costa más lejana (1972), Tehanu (1990), En el otro viento (2001) y Cuentos de Terramar (2001). George Slusser describió esta saga como «una obra de estilo e imaginación elevados», y Amanda Craig afirmó que Un mago de Terramar es «la novela infantil más excitante, sabia y bella de la historia».
La novela Un mago de Terramar ha sido comparada con otras obras de fantasía épica como la saga de J.R.R. Tolkien El señor de los anillos y El maravilloso mago de Oz de L. Frank Baum. Algunos autores modernos han atribuido a Un mago de Terramar la introducción del concepto del «colegio de magia» que luego se popularizaría con la serie de libros de Harry Potter.

## Contexto

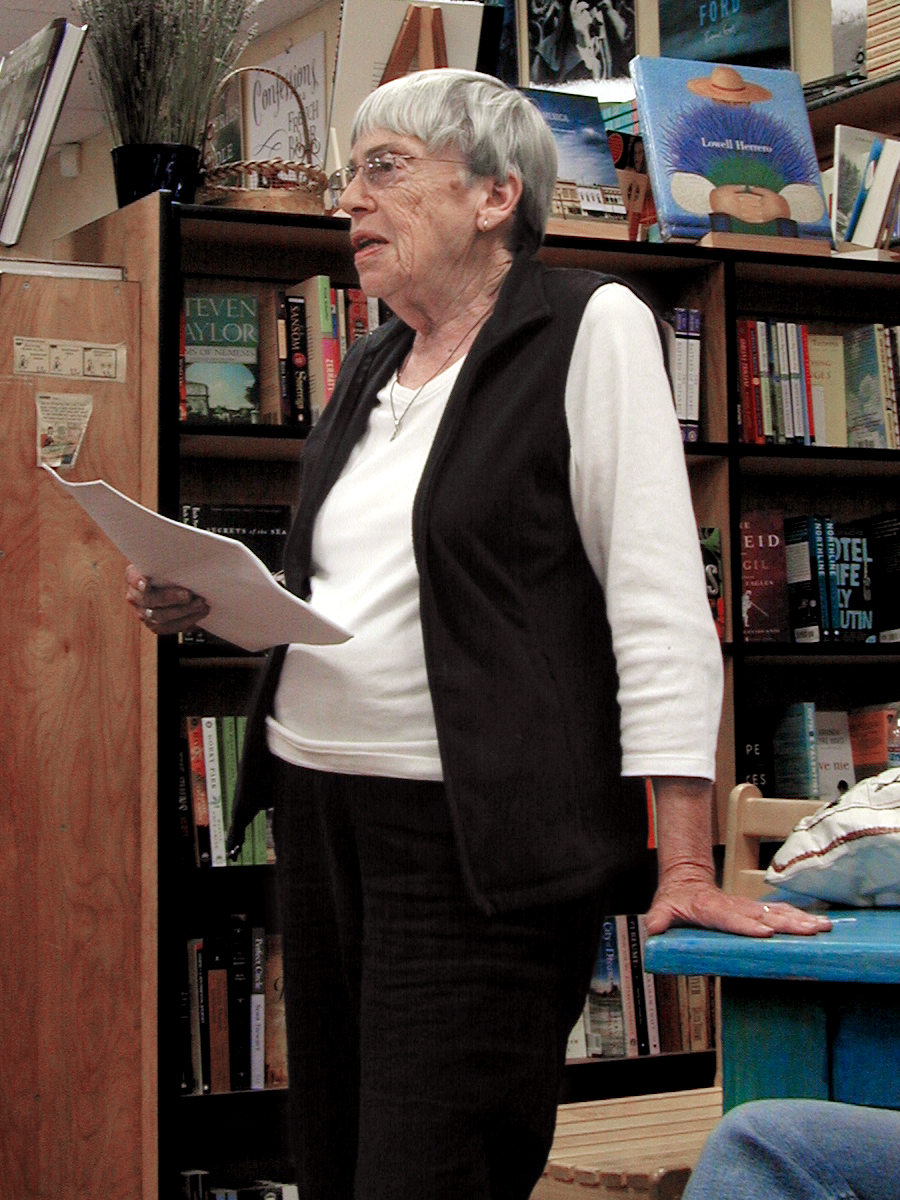
Ursula K. Le Guin en 2008.

Los primeros borradores para la ambientación de Terramar se encuentran en dos cuentos de Le Guin, «El poder de los nombres» («The Rule of Names», 1964) y «La palabra que desliga» («The Word of Unbinding», 1964), publicados en la revista Fantastic y luego presentes en la compilación Las doce moradas del viento (1975). Este universo narrativo también fue la ambientación de un cuento que Le Guin escribió en 1965 o en 1966, que nunca publicó. En 1967, Herman Schein (editor de Parnassus y marido de Ruth Robbins, ilustradora del libro) le pidió a Le Guin que intentara escribir un libro para «niños más mayores», lo que le dio completa libertad para el tratamiento de los temas fantásticos. La escritora no tenía experiencia previa con el género de la literatura para jóvenes, que estaba de moda a fines de la década de 1960. A partir de sus cuentos, comenzó a trabajar en Un mago de Terramar. Afirmó que su libro fue en parte una respuesta a la imagen estereotipada de los magos ancianos y sabios, y un intento de responderse cómo llegaron a ser así. Más tarde, también mencionó que eligió el género fantástico como medio y el tema de la historia de aprendizaje para dirigirse a un público adolescente.
Los cuentos, publicados en 1964, presentaron el mundo de Terramar y sus conceptos más importantes, como el tratamiento de la magia que hace Le Guin. «El poder de los nombres» también mostró por primera vez a Yevaud, un dragón que tiene una breve aparición en Un mago de Terramar. La representación de Terramar recibió influencias de las leyendas nativas americanas y de la mitología nórdica. Su conocimiento sobre mitos y leyendas, al igual que su interés por la antropología, le permitieron crear «culturas enteras» para las islas de Terramar, según la académica Donna White. La influencia de la cultura nórdica en particular se puede apreciar en los kargos, que son rubios y de ojos celestes, y que adoran a dos dioses que son hermanos. La influencia de la filosofía taoísta se ve en la idea del equilibrio cósmico en el universo de Terramar.

## Libro

### Ambientación
Terramar es un archipiélago, un conjunto de islas que el dios o héroe Segoy levantó desde el océano. El mundo está habitado por dragones y humanos, y muchos de ellos son hechiceros o magos. Además, posee un equilibrio muy delicado, que la mayoría de sus habitantes conoce, pero que suele romperse en la trilogía original de la saga. La sociedad de Terramar es preindustrial y muchas culturas conviven en el archipiélago. La mayoría de los personajes son del pueblo hárdico, que tiene piel oscura y que habita la mayoría de las islas. Algunas al este son habitadas por los kargos, que tienen la piel blanca y que ven a los hárdicos como brujos malvados. Los kargos, por otra parte, son percibidos por los hárdicos como bárbaros. En las regiones más al oeste del archipiélago viven los dragones.

### Argumento
La novela cuenta la historia de un niño llamado Duny, apodado Gavilán, nacido en la isla de Gont. Al descubrir que tiene un gran poder innato, su tía, una bruja, le enseña la poca magia que conoce. Cuando su aldea recibe un ataque de los invasores kargos, Duny invoca la niebla para esconder el poblado y a sus habitantes, lo que hace que ellos puedan resistir la invasión. Habiendo escuchado esto, el poderoso mago Ogión lo toma como aprendiz y le da su «verdadero nombre», Ged. Ogión intenta enseñarle sobre el equilibrio, el concepto de que la magia puede alterar el orden natural del mundo si es usado de manera inapropiada. En un intento de impresionar a una niña, Ged toma el libro de hechizos de su maestro y sin consciencia de lo que hacía, invoca a una sombra extraña, que tiene que ser expulsada por Ogión. Viendo el ansia de aprender y la impaciencia de su alumno ante los métodos del maestro, Ogión le pregunta si prefiere ir a la renombrada escuela de magia de Roke. Si bien Ged ama al mago, decide ir a dicha escuela.
En la escuela, Ged conoce a Jaspe, e inmediatamente se llevan mal. Además, ambos son amigos de un estudiante mayor, llamado Algarrobo, pero Ged en general se mantiene a distancia de sus compañeros. Las habilidades del joven generan admiración en los maestros y los estudiantes. Durante su aprendizaje, encuentra una pequeña criatura llamada otak, a quien llama Hoeg, y la conserva como mascota. Durante un festival, Jaspe actúa con desprecio hacia Ged, lo que despierta su natural orgullo. Gavilán lo desafía a un duelo de magia y lanza un hechizo poderoso para invocar el espíritu de una mujer fallecida legendaria. El hechizo se descontrola y llama a una sombra, que lo ataca y le deja cicatrices en el rostro. El archimago Nemmerle ahuyenta la sombra, pero muere.
Ged pasa muchos meses en recuperación antes de poder retomar sus estudios. El nuevo archimago, Gensher de Way, describe la sombra como una potestad maligna que pretende usar a Gavilán para causar el mal. También le advierte que la criatura no tiene nombre. Ged se gradúa y recibe su vara de mago. Luego, se establece en las Noventa Islas, para ofrecer protección a los aldeanos contra los dragones que habían tomado la isla de Pendor, pero descubre que sigue siendo perseguido por la sombra. Sabiendo que no puede hacer frente a las dos amenazas a la vez, decide ir a Pendor y apuesta su vida adivinando el verdadero nombre del dragón. Cuando descubre que acertó, el dragón ofrece decirle el nombre verdadero de la sombra, pero Ged le hace prometer que él y su descendencia no volverán a amenazar nunca al archipiélago.
Perseguido por la sombra, Ged huye a Osskil, por haber escuchado sobre la corte del Terrenón. Allí es atacado por la sombra y escapa al castillo cercano. Serret, la dama del castillo, la misma niña a la que él quiso impresionar hace tiempo, le muestra la piedra del Terrenón, y le pide a Ged que le hable, ya que le podría dar conocimiento y poder sin límite. Como el mago reconoce que la piedra aloja a una de las Antiguas Potestades (seres antiguos, poderosos y malvados), la rechaza. Huye y es perseguido por los servidores de la piedra, pero se transforma en un halcón y logra escapar. Además, pierde a su otak.
Ged regresa a Gont, con Ogión. A diferencia de Gensher, el maestro piensa que todas las criaturas tienen un nombre y le aconseja enfrentar a la sombra. Este mago tenía razón; cuando Gavilán va en busca de la sombra, huye de él, que la persigue en un bote pequeño hasta que se pierde en una niebla donde la embarcación se encalla contra un arrecife. Ged se recupera con la ayuda de una pareja de ancianos abandonados en una pequeña isla desde que eran niños. La mujer le da a Ged la mitad de un brazalete a modo de regalo. El mago repara su bote y retoma la persecución de la criatura hacia el este. En la isla de Iffish, se encuentra con su amigo Algarrobo, que insiste en acompañarlo. Los dos viajan hacia el este, más allá de las islas conocidas, hasta que encuentran a la sombra. Dándole su propio nombre, Ged la abraza y se funde con ella, y con alegría le cuenta a Algarrobo que está sano y completo.

### Ilustraciones
La ilustración de la primera edición, publicada en 1968, corrió a cargo de Ruth Robbins. La portada está ilustrada a color y en el interior del libro se observa un mapa del archipiélago de Terramar. Además, cada capítulo tiene una ilustración en blanco y negro de Robbins, similar a un grabado en madera. Estas imágenes representan temas de cada capítulo; por ejemplo, la primera de ellas muestra la isla de Gont, mientras que la del capítulo «El dragón de Pendor» muestra a un dragón en pleno vuelo. También existe una ilustración de Ged navegando en su barca Miralejos en el décimo capítulo, «El mar abierto», en el que Ged y Algarrobo viajan desde Iffish hacia el este para confrontar a la sombra.
También existen otras ediciones ilustradas de la obra, editadas varios años después de su primera publicación. Por ejemplo, en 2018 se publicó en un solo tomo una colección de la saga de Terramar ilustrada por Charles Vess, con más de sesenta imágenes. En 2015 ya había salido otra edición ilustrada, esta vez de Folio Society, y con dibujos a cargo de David Lupton. Además, la artista Augusta Akerman hizo una serie de obras basadas en Un mago de Terramar.

### Publicación
El libro lo publicó por primera vez la editorial Parnassus Press de Berkeley en 1968, un año antes de La mano izquierda de la oscuridad, obra que supuso un gran cambio en la obra de la autora. Un mago de Terramar, por su parte, fue el primer intento de Le Guin de escribir para niños. Había escrito antes otras novelas y cuentos antes de esta fecha. Además, fue su primera incursión en el género fantástico, ya que su obra anterior era de ciencia ficción. Además, fue el primer texto con el que consiguió llamar la atención de la crítica y fue considerada como su mejor obra conocida, como parte de la serie de Terramar. También fue publicada en numerosas ediciones, entre ellas la de Folio Society (2015) y la edición por el 50.° aniversario de la obra, con toda la saga de Terramar en un tomo (2018). Además, fue traducida a numerosos idiomas. Se tradujo al español y se publicó por primera vez en la editorial Minotauro en 1986. Esta publicación tuvo también la intención de promover la igualdad de género en su catálogo.
Originalmente Le Guin había querido que Un mago de Terramar fuera una novela sin continuación, pero decidió escribir una secuela luego de reflexionar sobre los cabos sueltos que habían quedado en el libro, y por eso publicó Las tumbas de Atuan en 1971. La costa más lejana, el tercer volumen, apareció luego de otras consideraciones, y se publicó al año siguiente. Las tumbas de Atuan relata cómo Ged intentó unir el anillo de Erreth Akbé, cuya mitad estaba enterrada en las tumbas de Atuan, en las tierras kargas, de donde tuvo que robarla. Allí conoce a la joven sacerdotisa Tenar, en quien el libro se concentra. En La costa más lejana, Ged, que ya es archimago, intenta combatir contra el debilitamiento de la magia en Terramar, acompañado por el joven príncipe Arren. Estos tres libros están considerados «la trilogía original»; en cada uno de ellos, Ged intenta reparar un desequilibrio en el mundo. Le siguen Tehanu (1990), Cuentos de Terramar (2001) y En el otro viento (2001), a los cuales se denomina «la segunda trilogía».

## Recepción

### Como novela infantil
El reconocimiento inicial del libro fue entre los críticos de literatura infantil. Un mago de Terramar recibió una acogida más positiva en el Reino Unido cuando se publicó allí en 1971, lo que, según White, refleja la gran admiración de los críticos ingleses por las obras de fantasía para niños. En su colección Fantasy for Children (1975), la crítica británica Naomi Lewis describió el libro de esta forma: «[No es] el libro más sencillo para pasar las hojas casualmente, pero los lectores que decidan dar el paso se hallarán en una de las obras de fantasía de nuestro tiempo». De manera similar, Margaret Esmonde mencionó en 1981 que «Le Guin [...] ha enriquecido la literatura infantil con la que será su mejor fantasía». La escritora y periodista Amanda Craig afirmó en una reseña escrita para The Guardian que se trata de «la novela para niños más excitante, sabia y bella de la historia, [escrita] en una prosa tersa y limpia como la vela de un barco».
Eleanor Cameron, en una charla durante una reunión de libreros de literatura infantil, elogió la construcción del mundo en la novela: «Es como si [Le Guin] misma hubiera vivido en el archipiélago». El escritor David Mitchell llamó a Ged una «creación excelente» y opinó que era un mago más cercano que aquellos que aparecían en otras obras del género fantástico en aquel entonces. Según él, los personajes como Gandalf «son variantes del arquetipo de Merlín, un aristócrata académico y caucásico entre los hechiceros» con poco espacio para crecer, mientras que Ged se desarrolla como personaje durante su historia. Mitchell también elogió a los demás personajes, que parecen tener «una vida interior coherentemente pensada» a pesar de ser meras presencias pasajeras. La Encyclopedia of Science Fiction afirmó en 1995 que los libros de Terramar están considerados los mejores libros de ciencia ficción para niños en el período posterior a la Segunda Guerra Mundial.

### Como novela fantástica

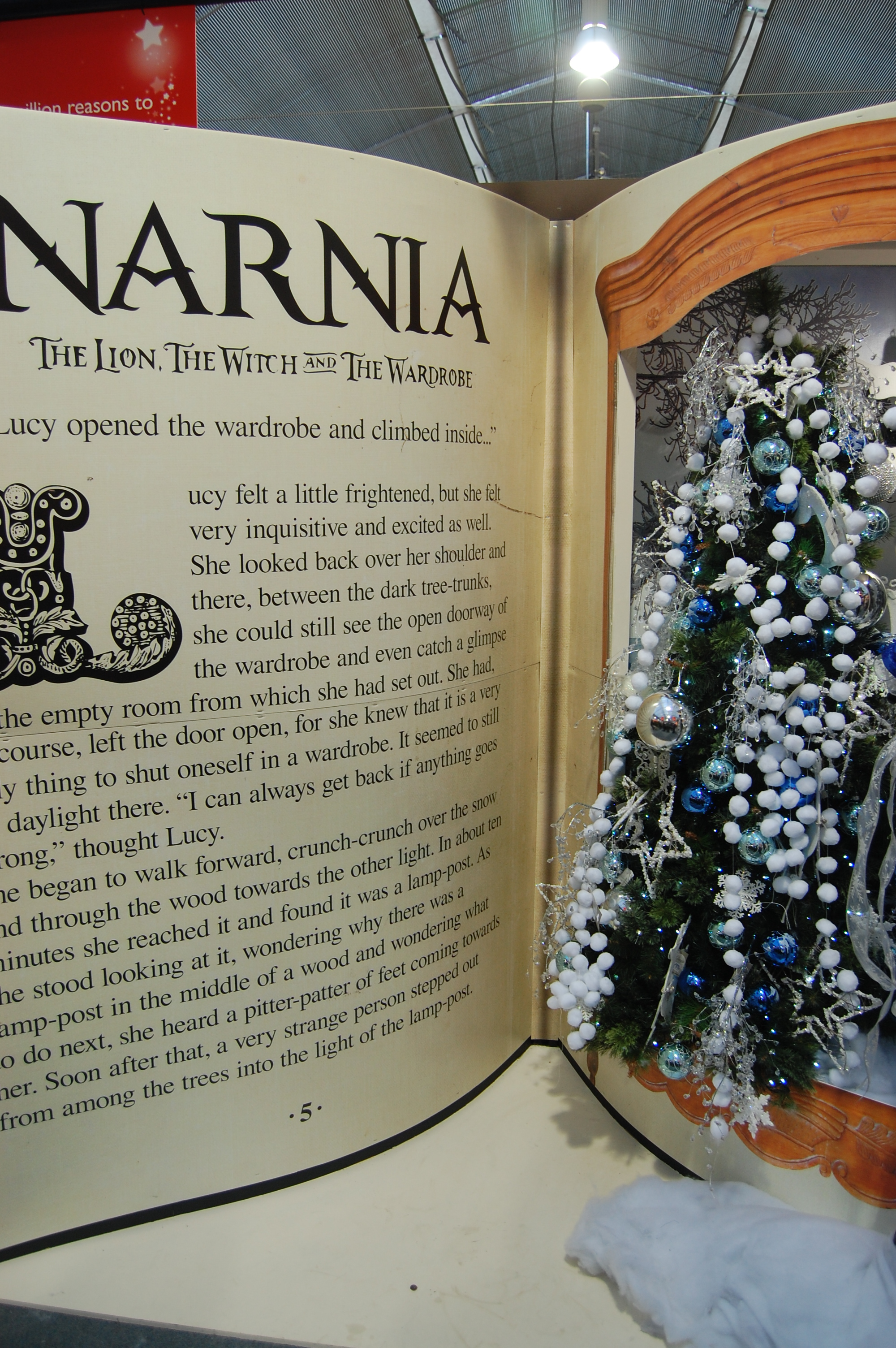
Un mago de Terramar fue comparada con Las crónicas de Narnia de C. S. Lewis.

Los comentaristas destacaron que las novelas de Terramar en general recibieron menos atención de los críticos porque estaban considerados como libros para niños. La misma Le Guin estaba en contra de este tratamiento de la literatura infantil, al que llamó un «chiquero de chauvinismo adulto». En 1976, el académico George Slusser criticó «la estúpida clasificación que designó la serie original como "literatura infantil"». Barbara Bucknall afirmó que «Le Guin no escribió para niños cuando hizo estas obras de fantasía, ni tampoco para adultos. Estaba escribiendo para "niños mayores". Pero, de hecho, su obra se puede leer, como la de J. R. R. Tolkien, a los diez años y en la edad adulta. Estas historias no tienen edad porque hablan de problemas que enfrentamos a cualquier edad».
Con el paso del tiempo, Un mago de Terramar comenzó a recibir más atención del público general. El académico Tom Shippey fue uno de los primeros de tratar esta novela como literatura seria y asumió en su análisis de la obra que estaba a la altura de C. S. Lewis o Fiodor Dostoievsky, entre otros autores. Margaret Atwood afirmó que se trata de «un libro de fantasía para adultos» y comentó que esta obra podría estar catalogada como ficción para jóvenes adultos o fantasía, pero dado que toca temas como «la vida y la mortalidad y quiénes somos como seres humanos», puede ser leído y disfrutado por cualquier persona mayor de doce años. La Encyclopedia of Science Fiction compartió este punto de vista y afirmó que el público de la serie va más allá de los jóvenes adultos para quienes fue escrita. Además, lo consideró un libro «austero pero vívido» y que la serie era más reflexiva que Las crónicas de Narnia de C. S. Lewis.
En su historia de la fantasía de 1980, Brian Attebery llamó a la trilogía de Terramar «la fantasía estadounidense más desafiante y rica hasta la fecha». Slusser describió este ciclo de novelas como «una obra de estilo e imaginación elevados», y un producto de «genuina visión épica». En 1974, el crítico Robert Scholes comparó la obra favorablemente con la del autor de la saga de Narnia: «Donde C. S. Lewis estableció un conjunto de valores específicamente cristianos, las obras de Ursula K. Le Guin trabajan no solo con una teología sino con una ecología, una cosmología, una reverencia por el universo como estructura que se autorregula». Además, mencionó que las tres novelas de Terramar eran en sí un legado suficiente. En 2014, David Pringle la llamó «una historia hermosa: poética, excitante y profunda». Por su parte, el locutor y amigo de Ursula K. Le Guin David Naimon mencionó lo siguiente sobre la saga de Terramar: 

Esa fue mi experiencia cuando de pequeño leí los Cuentos de Terramar. La magia era algo normal en ese lugar. Los magos poblaban la tierra y los dragones volaban por el cielo. Aun así, cuanto más me alejaba de «la realidad», más cerca me sentía yo de lo real. Ursula K. Le Guin, en el fondo, no es una escritora de narrativa per se, sino de la imaginación. Y para ella, la imaginación no es solo para los ratos libres y ya está, algo propio del ocio, sino la facultad que hace de nosotros lo que somos.

Un mago de Terramar también fue objeto de estudio de la crítica literaria por la construcción de su mundo fantástico, que viene acompañada de mapas dibujados en la obra. Gracias a este elemento, los lectores pueden tomar dimensión del espacio recorrido por Ged a lo largo de sus viajes.

### Premios
Un mago de Terramar ganó e hizo que su autora recibiera varios premios. Por ejemplo, el premio Boston Globe–Horn en 1969 y el premio Lewis Carroll Shelf en 1979; fue uno de los últimos libros en recibir este galardón. En 1984 recibió el premio Złota Sepulka en Polonia. En 2000, Le Guin recibió el premio Margaret A. Edwards de literatura para jóvenes adultos otorgado por la Asociación de Bibliotecas de Estados Unidos. Este premio citó seis de sus obras, entre los cuales se cuentan los cuatro primeros tomos de Terramar, La mano izquierda de la oscuridad y El lugar del comienzo. Una encuesta de 1987 elaborada por la revista Locus puso Un mago de Terramar en el tercer puesto de Las mejores novelas fantásticas de todos los tiempos, mientras que en 2014 David Pringle la colocó en el lugar 39 de su lista de las mejores cien novelas modernas de género fantástico.

### Influencia
La obra está considerada como muy influyente en el género fantástico. Margaret Atwood llamó a Un mago de Terramar una de las «fuentes» de la literatura fantástica. También fue comparado con grandes obras de la alta fantasía, como El Señor de los Anillos de J. R. R. Tolkien y El maravilloso mago de Oz de L. Frank Baum. La idea de que las palabras (los nombres) tienen poder también está presente en la película de Hayao Miyazaki El viaje de Chihiro (2001); los críticos han sugerido que esta idea surgió de la saga de Terramar. El novelista David Mitchell, autor de libros como El atlas de las nubes, mencionó que Un mago de Terramar tuvo una fuerte influencia en él y que sentía el deseo de «empuñar las palabras con el mismo poder que Ursula K. Le Guin».
Algunos autores modernos refieren que Un mago de Terramar ha introducido la idea del «colegio de magia», que luego sería famosa con la saga de Harry Potter, y que ha popularizado el lugar común del chico mago, también presente en la obra de J. K. Rowling. Los críticos también comentaron que la premisa básica del libro de Le Guin, que un niño talentoso vaya a una escuela para aprender hechicería y que luego tenga un enemigo con el que desarrolle una conexión, también está presente en Harry Potter. Ged también queda con una cicatriz por su enfrentamiento con la sombra, que le duele cuando ella está cerca de él, como ocurre con la que Lord Voldemort le dejó a Harry Potter. Sobre esta similitud, Le Guin afirmó que ella no pensó que la autora británica «le haya robado», pero que cuando los libros de Rowling recibieron elogios por su originalidad, ella «podría haber sido más considerada con sus predecesores. Mi incredulidad estaba en el hecho de que los críticos hallaran su primer libro maravillosamente original. Ella tiene muchas virtudes, pero la originalidad no es una de ellas. Eso dolió».
Además, Un mago de Terramar influyó sobre las obras de Patrick Rothfuss El nombre del viento y El temor de un hombre sabio, que tienen ciertas similitudes con la novela de Le Guin. Por ejemplo, en el mundo de Rothfuss, los magos, que se llaman arcanistas, aprenden los nombres verdaderos de las cosas, y su libro, como el de la autora, contiene mapas de su mundo. En 2008, Le Guin leyó El nombre del viento y le gustó; Rothfuss mencionó que es seguidor de la escritora y recomendó en su sitio web Un mago de Terramar, junto con los otros dos libros de la trilogía.

## Temas

### Proceso de maduración

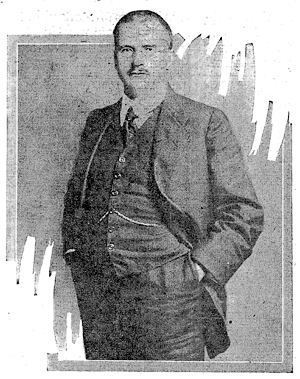
Si bien la crítica literaria relacionó el final de Un mago de Terramar con los arquetipos de Carl Jung, Ursula K. Le Guin no había leído al psicólogo suizo en el momento de haber escrito esta novela.

Un mago de Terramar se concentra en la adolescencia y en el proceso de maduración de Ged, y junto con las dos obras de la trilogía original de Terramar, forma parte de la representación dinámica que hace Le Guin del crecimiento. Las tres novelas siguen a Ged desde su juventud hasta su vejez, y cada una de ellas también acompaña el crecimiento de un personaje distinto. La novela está catalogada como un bildungsroman o novela de aprendizaje. El académico Mike Cadden afirmó que el libro es una narración convincente «para un lector tan joven y posiblemente testarudo como Ged, y por ende, empático con él». Este proceso también se combina con los viajes que lleva a cabo a lo largo de la trama de esta novela.
Ged aparece como un joven orgulloso e inseguro de sí mismo en muchas situaciones: al comienzo de su aprendizaje, piensa que Ogión se burla de él, y más tarde, en Roke, piensa que Jaspe también lo hace. En ambos casos, cree que los demás no aprecian su habilidad; la voz narradora empática de Le Guin no contradice esta idea en principio. Cadden menciona que Le Guin les permite a los jóvenes lectores conectarse con Ged y solo darse cuenta gradualmente de que hay un precio que pagar por sus acciones, mientras aprende a controlar sus poderes mágicos. De manera similar, mientras Ged comienza su aprendizaje con Ogión, imagina que él le va a enseñar aspectos misteriosos de la hechicería, y tiene ilusiones de él transformándose en otras criaturas; de a poco empieza a ver que las lecciones importantes de su maestro son sobre él mismo.
El pasaje al final de la novela, en el que Ged finalmente acepta la sombra como parte de sí mismo y por eso se libera de su miedo, se ha descrito como un rito de pasaje. Jeanne Walker, por ejemplo, menciona que este rito de pasaje al final era una analogía de toda la trama de Un mago de Terramar, y que la trama en sí cumple el papel de un rito de pasaje para un lector adolescente. Walker también afirma que «toda la acción de Un mago de Terramar [...] muestra cómo el héroe toma consciencia lentamente de qué significa ser un individuo en la sociedad y en relación a poderes superiores». Muchos lectores y críticos han comentado estas similitudes entre el proceso de crecer de Ged y las ideas de la psicología junguiana. El joven Ged tiene un encuentro lleno de terror con una sombra, que luego descubre como el lado oscuro de sí mismo. Luego de que reconozca y se una a la sombra, se convierte en una persona «entera». Le Guin afirmó que ella no había leído a Carl Jung antes de escribir las novelas de Terramar.
Le Guin afirmó que la maduración es el tema principal del libro, y en 1973 escribió un ensayo donde menciona que eligió ese tema, ya que se estaba dirigiendo a un público adolescente. Comentó que «la maduración [...] es un proceso que me tomó muchos años; lo terminé, si es que lo podré hacer alguna vez, cerca de los treinta y un años, y tengo sentimientos profundos al respecto. Lo mismo les pasa a muchos adolescentes. Es su principal ocupación, de hecho». También dijo que el género fantástico era el más apropiado para describir el proceso de crecimiento, porque explorar el subconsciente se hace difícil usando el lenguaje de «la vida cotidiana racional». La madurez en la que se enfoca Le Guin tiene que ver no solo con el desarrollo psicológico, sino que también incluye el moral. Ged necesita conocer el equilibrio entre su poder y su responsabilidad para usarlo bien, un conocimiento que adquiere cuando llega a la piedra del Terrenón y ve la tentación que representa el poder.
En Un mago de Terramar aparecen dos aspectos típicos de la literatura fantástica dirigida a un público adolescente o joven: el mal y la muerte. De esta manera, el lector puede encontrar el contraste con la vida y con el bien, y así aprender de su lectura. Estos contrastes ayudarían a resolver las situaciones de maduración típicas de estas etapas de la vida y así «alcanzar un desarrollo integral [del] ser».

### Equilibrio y taoísmo
El mundo narrativo de Terramar está representado como asentado sobre un equilibrio delicado, cuyos habitantes conocen, pero que siempre es roto por algún personaje en cada una de las obras de la trilogía original. Esto implica un equilibrio entre el mar y la tierra (implícito en el nombre Terramar), y entre los seres humanos y la naturaleza. Además del equilibrio físico, hay un equilibrio cósmico mayor, que todos conocen, y que los magos mantienen. Sobre este aspecto de Terramar, Elizabeth Cummins comentó: «El principio de poderes en equilibrio y el conocimiento de que todo acto afecta a uno mismo, a la sociedad, al mundo y al cosmos, es a la vez un principio físico y moral en el mundo fantástico de Le Guin». El concepto de equilibrio se relaciona con otros temas importantes en la novela, como el crecimiento, ya que a medida que Ged comprende las consecuencias de sus actos para bien o para mal, también comprende cómo mantener ese equilibrio.  Durante su estadía en Roke, el Maestro Malabar le explica:

But you must not change one thing, one pebble, one grain of sand, until you know what good and evil will follow on that act. The world is in balance, in Equilibrium. A wizard's power of Changing and of Summoning can shake the balance of the world. It is dangerous, that power. It is most perilous. It must follow knowledge, and serve need. To light a candle is to cast a shadow.
Mas no transformarás una sola cosa, un guijarro, un grano de arena hasta que no sepas cuál será el bien y el mal que resultará. El mundo se mantiene en Equilibrio. El poder de Transformación y de Invocación de un mago pueden romper ese equilibrio. Tiene que ser guiado por el conocimiento y servir a la necesidad. Encender una vela es proyectar una sombra...

La influencia del taoísmo en la prosa de Le Guin es evidente a lo largo del libro, sobre todo en la descripción del «equilibrio». Al final de la novela, Ged parece haber comprendido la forma de vida taoísta, ya que aprendió a no actuar a menos que sea absolutamente necesario. También aprendió que los aparentes opuestos, como la luz y la oscuridad, o el bien y el mal, son interdependientes en realidad. La luz y la oscuridad son imágenes recurrentes a lo largo de la historia. Los críticos han citado esta recurrencia como parte de la ideología conservadora en la trama, algo que forma parte de muchas otras obras del género fantástico. Al hacer énfasis en el equilibrio, según los críticos, Le Guin justifica el statu quo, que los magos deben mantener. Esta tendencia es la opuesta a las obras de ciencia ficción de la autora, donde el cambio tiene valor.
La naturaleza del ser humano y del mal es un tema que atraviesa Un mago de Terramar y el resto de las novelas de la saga. Como otras obras de la autora, el mal aparece como una confusión con respecto al equilibrio de la vida. Ged nació con un gran poder dentro de él, pero su orgullo lo lleva a su caída. Intenta demostrar su fuerza invocando desde la muerte a un espíritu, y al hacer este acto contrario a las leyes de la naturaleza, la sombra lo ataca. Slusser sugiere que, aunque Ged realiza esos hechizos peligrosos porque lo provocan (primero la niña de Gont y luego Jaspe), esta provocación solo existe en la mente de Ged. No tiene la voluntad de mirar en su interior y ver el orgullo que lo lleva a realizar sus actos. Cuando acepta la sombra, también acepta la responsabilidad por sus acciones, y por aceptar su mortalidad, puede ser libre. Su compañero de viaje, Algarrobo, describe este momento así: 

[...] Ged had neither lost nor won but, naming the shadow of his death with his own name, had made himself whole: a man: who, knowing his whole true self, cannot be used or possessed by any power other than himself, and whose life therefore is lived for life's sake and never in the service of ruin, or pain, or hatred, or the dark.
Ged no había ganado ni perdido: al nombrar a la sombra de la muerte con su propio nombre se había convertido en un hombre entero que nunca sería poseído por otro poder, y que viviría solo por la vida misma, y nunca al servicio de la ruina, el dolor, el odio o la oscuridad.

De este modo, aunque existen muchos poderes oscuros en Terramar (como el dragón y la piedra del Terrenón), el verdadero mal no está en ellos, ni siquiera en la muerte, pero sí en las acciones de Ged que eran contrarias al equilibrio de la naturaleza. Esto se opone a las historias occidentales y cristianas convencionales, donde la luz y la oscuridad son consideradas fuerzas opuestas, y simbolizan el bien y el mal, que están siempre en conflicto. En dos ocasiones, Ged es tentado a desafiar la muerte y el mal, pero luego comprende que ninguno de ellos puede ser eliminado. Por eso, elige no servir al mal y deja de negar la muerte.

### Nombres verdaderos

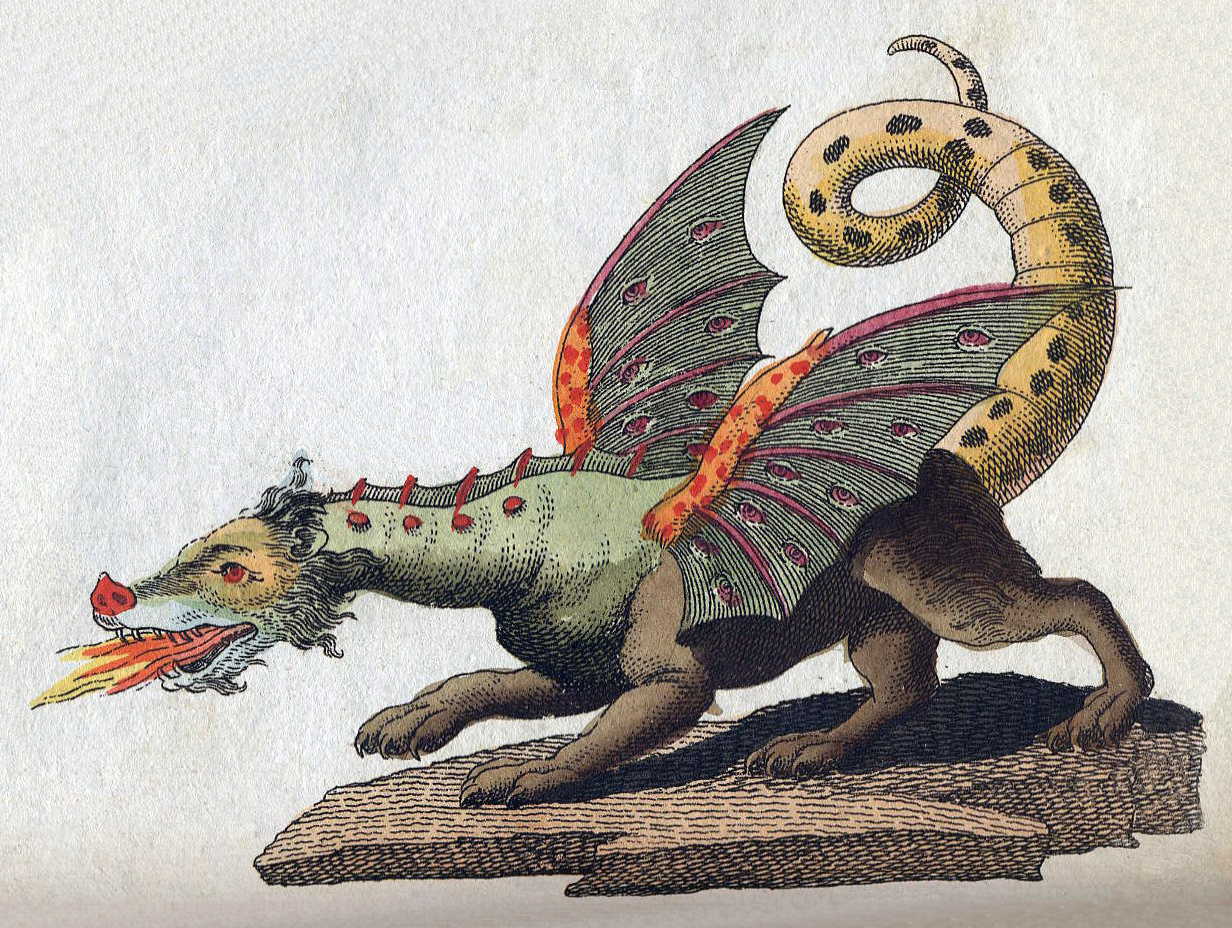
En el mundo de Terramar, algunos dragones usan su nombre verdadero y nadie tiene poder sobre ellos.

En el universo ficcional de Le Guin, saber el nombre verdadero de un objeto o una persona es tener poder sobre ellos. Cada niño recibe un nombre verdadero cuando alcanza la pubertad, que solo comparte con sus amigos cercanos. Varios dragones en otras novelas de la saga, como Orm Embar y Kalessin, viven abiertamente con sus nombres verdaderos, y nadie tiene poder sobre ellos. En Un mago de Terramar, sin embargo, Ged sí tiene poder sobre el dragón Yevaud. Cadden explica que esto se debe a que Yevaud tiene todavía apego a las riquezas y las posesiones materiales, y por eso puede ser doblegado por el poder de su nombre.
Los magos ejercen su influencia sobre el equilibrio utilizando los nombres; de esta manera se integra este tema con la descripción del equilibrio cósmico. Según Cummins, esta es la manera en la que Le Guin demuestra el poder del lenguaje al moldear la realidad. Dado que el lenguaje es la herramienta que usamos para comunicarnos sobre el medioambiente, ella muestra que también permite que los humanos modifiquemos nuestro entorno, y que el poder de los magos para emplearlos es la representación de esta capacidad. Cummins también traza una analogía entre cómo los magos usan los nombres para cambiar cosas y el uso creativo de las palabras en la escritura de ficción. Shippey menciona que la magia de Terramar parece funcionar bajo lo que llama «la teoría de Rumpelstiltskin», en la que los nombres tienen poder. Esto, entonces, mostraría que Le Guin destaca el poder de las palabras por sobre los objetos, que, según Shippey, contrasta con la ideología de otros escritores del género fantástico, como James Frazer en La rama dorada. Esmonde, por su parte, menciona que en los tres primeros libros de Terramar decir el nombre implica un acto de confianza. En Un mago de Terramar, Algarrobo le confía a Ged su verdadero nombre cuando él está en un momento de angustia, lo que le da a Ged completo poder sobre él. Dicho mago, más tarde, le ofrece a Tenar ese mismo gesto, para que ella aprenda a confiar.
En el género fantástico, sobre todo en la fantasía heroica, es usual que el uso de las palabras tenga una importancia vital para la trama. De hecho, el lenguaje llega a tener, en palabras del investigador Lucas Gagliardi, «un valor mágico y performativo», sobre todo en las obras fantásticas donde la hechicería es relevante. Gagliardi hace una clasificación de las obras fantásticas que estudia y menciona que Un mago de Terramar pertenece a la categoría de novelas donde, como en el Cratilo de Platón, las palabras tienen un sentido no aleatorio, es decir, verdadero y donde «el acto de nombrar permitiría el acceso completo a las cosas». Además, el crítico menciona que hay dos tipos de lenguas en Terramar: la verdadera y las «lenguas-disfraz», que son las que habla el resto de la población (el hárdico y el kargo), que no se emplean para hacer magia. En el idioma verdadero, además, solo existen cosas particulares y cada ente tiene su nombre, ya que no existen denominaciones generales, como los hipónimos y los hiperónimos.

## Estilo y estructura

### Uso del lenguaje
Un mago de Terramar y las otras novelas del ciclo de Terramar difieren notablemente de las primeras obras del ciclo de Hainish, aunque Le Guin las escribió en la misma época. George Slusser describió la saga de Terramar como un contrapeso del pesimismo excesivo de las novelas de Hainish. Además, consideró que las primeras muestran de manera más favorable las acciones individuales, al contrario de obras como el cuento «Más vasto que los imperios y más lento». La Encyclopedia of Science Fiction afirmó que este libro estaba lleno de «una alegría severa». Durante una conversación sobre el estilo de sus obras fantásticas, Le Guin comentó que en este género es necesario ser claro y directo con el lenguaje, porque no hay contexto conocido para la mente del lector.
La trama parece asumir con frecuencia que los lectores conocen la geografía y la historia de Terramar, una técnica que le permitió a la autora evitar la explicación: un crítico mencionó que este método «le da al mundo de Le Guin la profundidad misteriosa del de Tolkien, pero sin las tediosas historias de fondo y la poesía». Al igual que la épica, la narración cambia al futuro de Ged y al pasado de Terramar. Por otra parte, Slusser describió la atmósfera de la novela como «extraña y parecida a un sueño», ya que fluctúa entre la realidad objetiva y la mente de Ged; algunos de sus oponentes son reales, mientras que otros son fantasmas. Esta técnica narrativa, que Cadden caracteriza como «discurso indirecto libre», hace que la voz narradora sea empática con los protagonistas, ya que no distancia los pensamientos del mago de los del lector.

### Mitología y épica

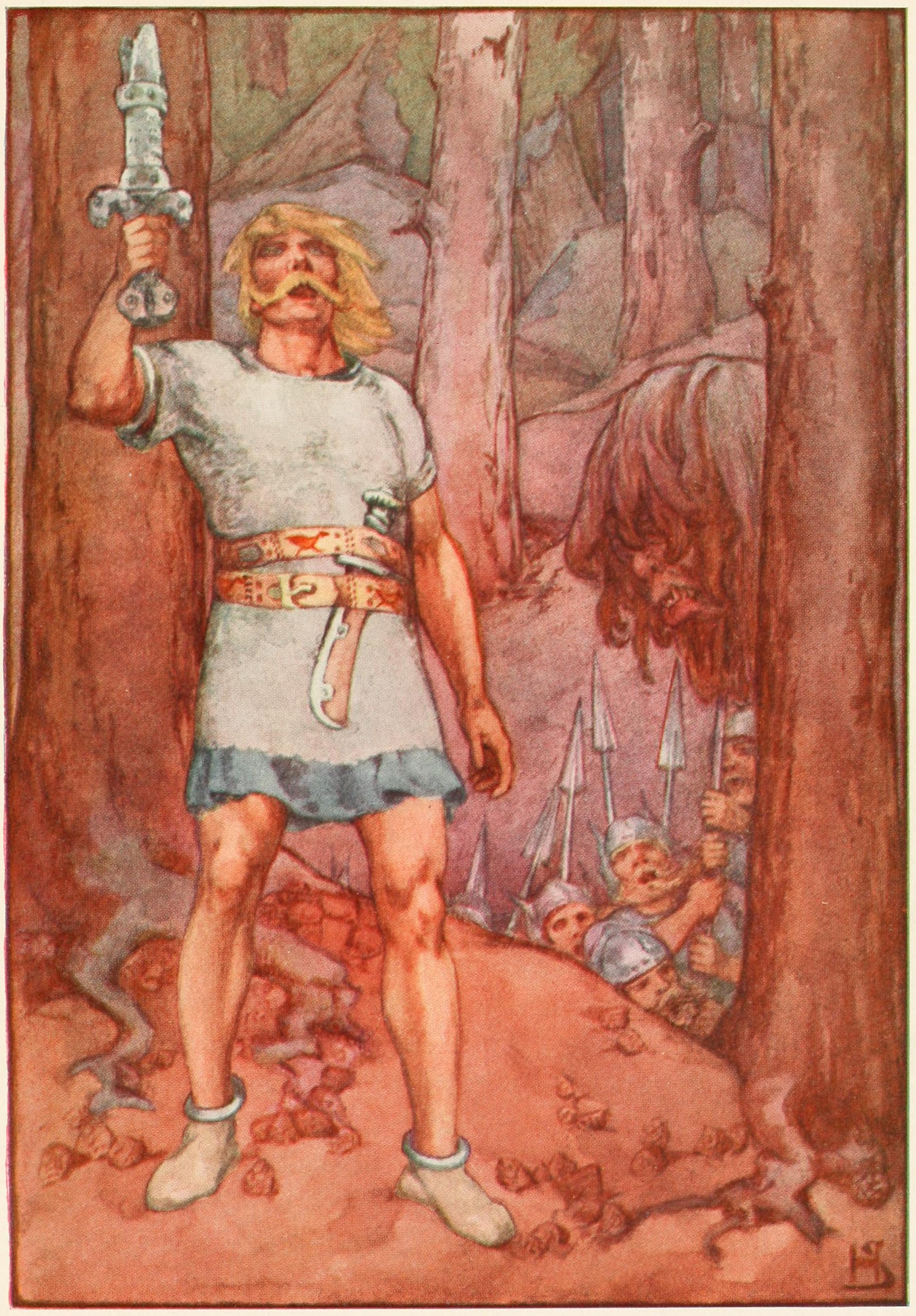
La crítica literaria comparó Un mago de Terramar con el poema épico Beowulf.

Un mago de Terramar tiene importantes elementos de la epopeya; por ejemplo, el lugar que Ged ocupa dentro de la historia de Terramar está planteado desde el comienzo del libro en los siguientes términos: «[...] hay quien dice que el más grande y con seguridad el más viajero fue el hombre llamado Gavilán, que en su época llegó a ser Señor de Dragones y Archimago». También la historia comienza con la canción «La creación de Éa», que le da un principio ritual. El narrador luego afirma que va a contar la juventud de Ged, lo que da el contexto del resto de la historia. En comparación con los protagonistas de otras obras de la autora, Ged es en la superficie un héroe típico, un mago que sale a cumplir una misión. Los críticos han comparado esta obra con otras epopeyas, como Beowulf. La académica Virgina White comentó que la historia sigue una estructura común en el género épico, en la que el protagonista parte hacia la aventura, enfrenta pruebas y finalmente regresa triunfante. White agrega que esta estructura se verifica en la serie como un todo y en cada uno de los tomos de forma individual.
Le Guin subvirtió muchos de los lugares comunes del monomito de Joseph Campbell. Los protagonistas de sus historias eran, para empezar, de piel oscura, en contraste con los héroes de piel clara; los antagonistas, los kargos, son blancos. Esta es una inversión que ha sido destacada por muchos críticos. También han llamado la atención sobre los distintos contextos de clases sociales, como una elección para subvertir el género fantástico occidental. A la vez, los críticos cuestionaron el tratamiento que Le Guin hace del género en Un mago de Terramar y en la trilogía original. La autora, que más tarde se hizo famosa por ser feminista, eligió restringir el uso de la magia a los varones y los niños en este primer volumen de Terramar. Las primeras críticas vieron el género de Ged como algo incidental. Por otro lado, en Las tumbas de Atuan Le Guin quiso contar una historia de maduración desde un lugar femenino, que se consideró que de todos modos perpetuaba el modelo masculino de Terramar. Tehanu (1990), el cuarto volumen de Terramar publicado dieciocho años después del tercero, fue considerado por Le Guin y la crítica como una forma feminista de reimaginar la serie, en la cual el poder y el estatus de los personajes principales se invierte, y se cuestiona la estructura patriarcal. En 1993, Le Guin afirmó que no podía seguir con Terramar (en 1972) hasta no haber «luchado con los ángeles de la consciencia feminista».
Varios críticos comentaron que Le Guin disolvió las fronteras de los géneros literarios al unir elementos de la épica, del bildungsroman y la ficción para jóvenes. En 1975, Francis Molson opinó que la serie debería ser llamada «fantasía ética», un término que representaba que la trama no seguía siempre los lineamientos de la fantasía heroica, y que traería aparejadas cuestiones morales, pero el concepto no se popularizó. La crítica de literatura infantil Cordelia Sherman planteó algo similar en 1985: mencionó que esta novela y el resto de la saga buscaba «enseñarle a los niños con un ejemplo dramático qué es ser un buen adulto».

## Adaptaciones
Una versión resumida e ilustrada del primer capítulo apareció en el tercer volumen de Childcraft (una colección de libros infantiles) en 1989, publicado por World Book Encyclopedia. También se han publicado muchas versiones grabadas del libro. La radio BBC produjo una versión narrada por Judi Dench, y se adaptaron las novelas en seis partes en 2015; las transmitió la Radio 4 Extra. En 2011, Robert Inglis hizo una versión grabada de la totalidad de Un mago de Terramar.
También se produjeron dos adaptaciones audiovisuales de la historia. En 2004 se transmitió por el canal de televisión SyFy una miniserie original llamada Legend of Earthsea. Se basaba con vaguedad en Un mago de Terramar y Las tumbas de Atuan. En un artículo publicado en Salon, Le Guin expresó rechazo hacia el resultado; afirmó que al haber reclutado a «un chico blanco presumido» para encarnar a Ged (que en el libro tiene la piel amarronada y rojiza), la serie «blanqueó Terramar», por lo que ignoró su decisión de escribir la historia de un personaje no blanco, una elección que, según ella, es central para la obra. Una reseña en The Ultimate Encyclopedia of Fantasy compartió esta opinión y mencionó que Legend of Earthsea «no entendió la cuestión central» en los libros, ya que «eliminó todas las sutilezas, los matices y la belleza de los libros, además de insertar clisés aburridos, estereotipos dolorosos y una no bienvenida guerra "épica" en su lugar».
Studio Ghibli realizó una adaptación de la serie en 2006, titulada Cuentos de Terramar. Esta película combinó con libertad elementos de los libros primero, tercero y cuarto para crear una nueva historia. Le Guin se disgustó con el proceso creativo de la película, ya que quiso hacerla porque pensó que el mismo Hayao Miyazaki iba a producirla, pero no fue el caso. La autora elogió las imágenes de la película, pero rechazó el uso de la violencia; además, no se sintió a gusto con la representación de la moral y, sobre todo, con la idea de que matar al villano puede resolver el conflicto, lo cual le pareció antiético y contradictorio con el mensaje de sus libros. La película recibió en general críticas polarizadas.